# Mindmap

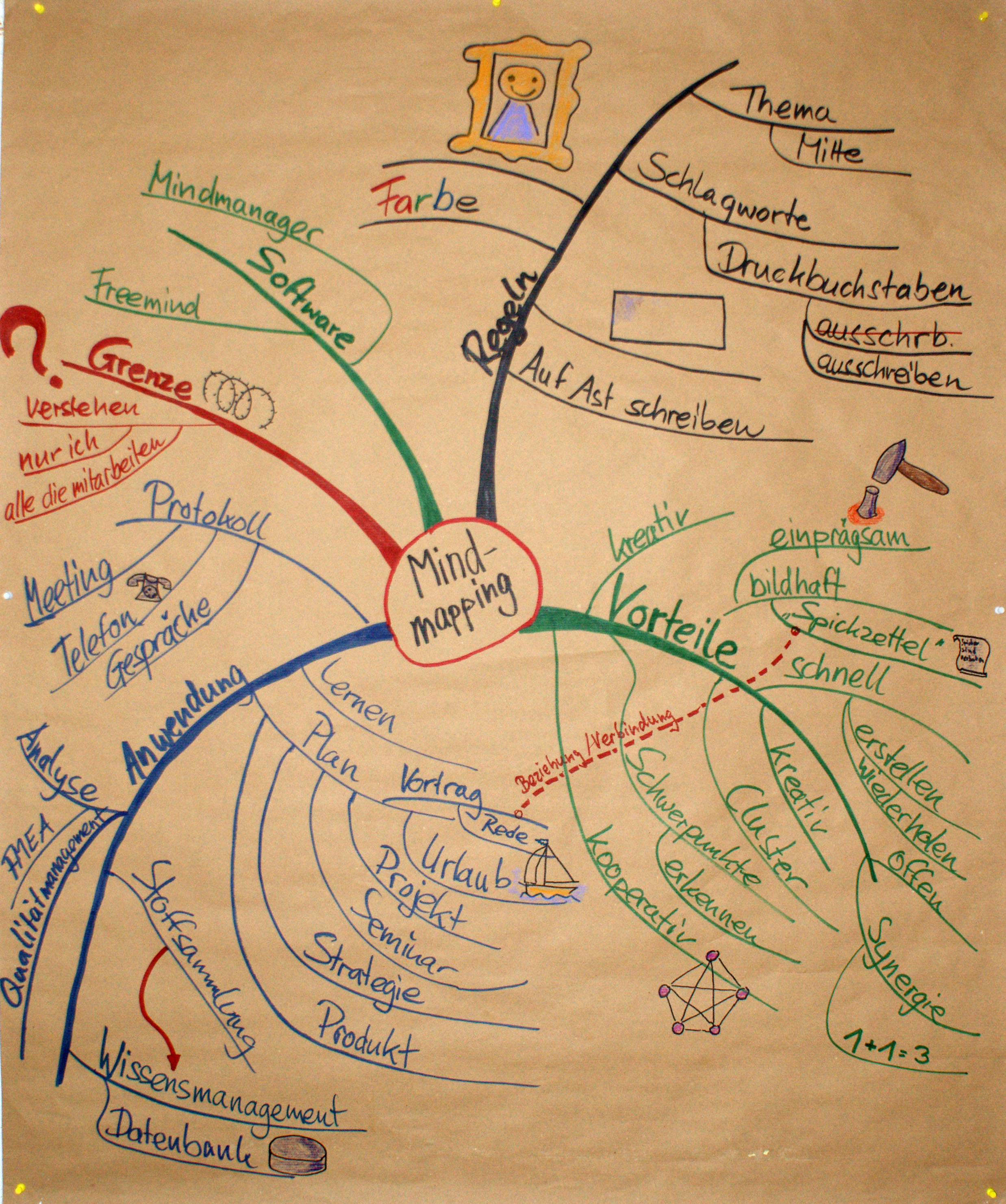
Händisch erstellte Mindmap zum Thema Mindmapping

Die (auch: das) Mindmap (auch Mind-Map, englisch mind map; auch: Gedanken[land]karte, Gedächtnis[land]karte) beschreibt eine von Tony Buzan geprägte kognitive Technik, die man z. B. zum Erschließen und visuellen Darstellen eines Themengebietes, zum Planen oder für Mitschriften nutzen kann. Hierbei soll das Prinzip der Assoziation helfen, Gedanken frei zu entfalten und die Fähigkeit des Gehirns zur Kategorienbildung zu nutzen. Die Mindmap wird nach bestimmten Regeln erstellt und gelesen. Den Prozess, das Themengebiet und auch die Technik wird als Mindmapping bezeichnet.

## Erstellung

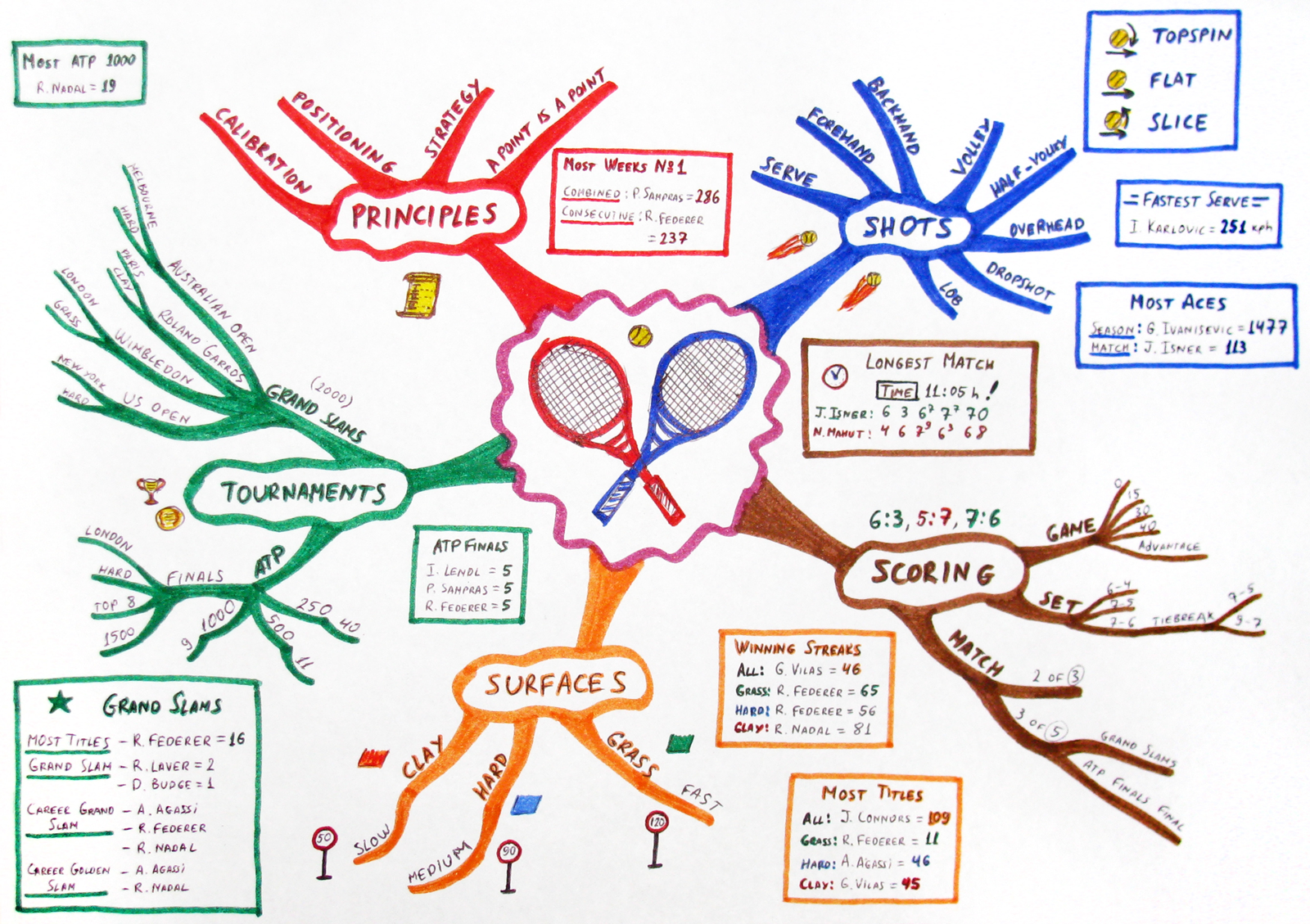
Beispiel einer englischsprachigen Mindmap zum Thema „Tennis“, die beispielhaft einige typische Elemente von Mindmaps enthält: neben den immer weiter verästelten Stichworten sind der Einsatz von Farben und kleine Grafiken zu nennen. Zusätzlich finden sich hier ergänzende Infoboxen, die die Mindmap weiter ergänzen.

Begrifflich und als Arbeitsmittel wurden sie von dem britischen Psychologen Tony Buzan eingeführt. Die ersten Ideen dazu entstanden bei der Arbeit an seinem Buch An Encyclopedia of the Brain and Its Use im Jahr 1971, im Jahr 1997 erschien das Mind-Map-Buch. Eine Mindmap wird auf unliniertem Papier erstellt. In der Mitte wird das zentrale Thema möglichst genau formuliert und/oder als Bild in verschiedenen Farben dargestellt. Davon ausgehend werden in Großbuchstaben die Hauptthemen, entsprechend den Kapitelüberschriften eines Buches, mit organischen (d. h. dick gebogenen und dünn auslaufenden) Hauptlinien verbunden. Pro Linie wird jeweils ein Schlüsselbegriff verwendet, wobei die Linienlänge der Wortlänge entspricht. Daran schließen sich in dünner werdenden Zweigen und unter Verwendung von Kleinbuchstaben die zweite und dritte sowie weitere Gedankenebenen (Unterkapitel) an. Verschiedene Farben für Äste oder Themen, Bildelemente zu den Begriffen, 3-D zur Hervorhebung oder persönliche Codes stellen Zusammenhänge und Querverbindungen dar. Gleiche Farben werden beispielsweise für gleiche Ebenen (Äste der ersten oder zweiten Stufe) verwendet. Die Mindmap soll kreativ und humorvoll umgesetzt werden. Jeder Ast und jede Verästelung wird vom Mittelpunkt aus gelesen. Die Mindmap ist dann beendet, wenn ihr Autor dies beschließt – theoretisch kann jedes enthaltene Wort Mittelpunkt einer neuen Mindmap sein, da die assoziativen Fähigkeiten unbegrenzt groß sind.

## Methode
Formal gesehen bestehen Mindmaps aus beschrifteten Baumdiagrammen. Zusätzliche Anmerkungen erläutern Inhalte und Prozesse. Zusammenhänge werden durch gegenseitige Verknüpfungen dargestellt. Wenn Begriffe auch komplexer miteinander verbunden werden können, spricht man von konzeptuellen Karten (conceptual maps), semantischen Netzen oder Ontologien. Diese Karten weisen im Gegensatz zu Mindmaps auch eine definierte Semantik auf, d. h., die mit Linien und Pfeilen dargestellten Beziehungen zwischen einzelnen Begriffen besitzen eine definierte Bedeutung.
Im Gegensatz zum Brainstorming, bei dem eine Reihe von unsortierten Begriffen produziert und anschließend mit der Pinnwandmoderation sortiert werden, wird bei der Mindmap von Beginn an eine vernetzte Struktur erzeugt. Eine Mindmap eignet sich auch zur Dokumentation der sortierten Fassung eines Brainstormings. Mit der metrischen Auswertung des veranschaulichten Wissens stellt sich eine Beziehung zur Informetrie her, die Wissensbilanzen erstellt.

## Mindmap-Software
- FreeMind, eine plattformunabhängige freie Mindmap-Software unter GPL-Lizenz
  - Freeplane, ein Fork von FreeMind, das auf Benutzerfreundlichkeit abzielt
  - Docear, ein Fork von FreePlane, mit speziellen Funktionen für wissenschaftliche Anwendungen
- MindManager, ein kostenpflichtiges Programm, das speziell durch seine Integration in die Office-Landschaft für den Einsatz in der Geschäftswelt ausgelegt ist
- iMindMap, ein von Tony Buzan selbst mitentwickeltes kommerzielles Programm, welches das Erstellen eher organisch aussehender Mindmaps erlaubt und verschiedene Modi und Ansichten z. B. zum Brainstorming mit Zetteln integriert.
- MindView, ehemals OpenMind, eine kostenpflichtige Mindmap-Anwendung mit MS-Office-Integration und sechs austauschbaren Ansichten
- XMind, eine freie Variante mit kostenpflichtiger Pro-Version für den Geschäftseinsatz. Nutzer können Mindmaps auf der XMinds-Online-Plattform veröffentlichen.

Die Mindmap-Werkzeuge erweitern die klassischen Mindmaps häufig um spezielle Äste, mit denen Verweise auf Dateien oder Internetquellen hergestellt werden können. Hierbei führt die Mindmap also auch externe Datenquellen zusammen, die thematisch verwandt sind. Weiterhin verwenden Mindmap-Programme Werkzeuge für die Abbildung von Projekten und Checklisten. Neben klassischen Einzelbenutzer-Mindmap-Werkzeugen existieren auch vernetzte Lösungen, bei denen die Teilnehmer parallel an derselben Mindmap arbeiten. Einsatz-Szenarien sind dezentrale Brainstormings (z. B. im Rahmen eines Online-Meetings) sowie Informationssammlungen für das Wissensmanagement eines Unternehmens.

## Eignung

Mindmap zu einem Referat über Katzen

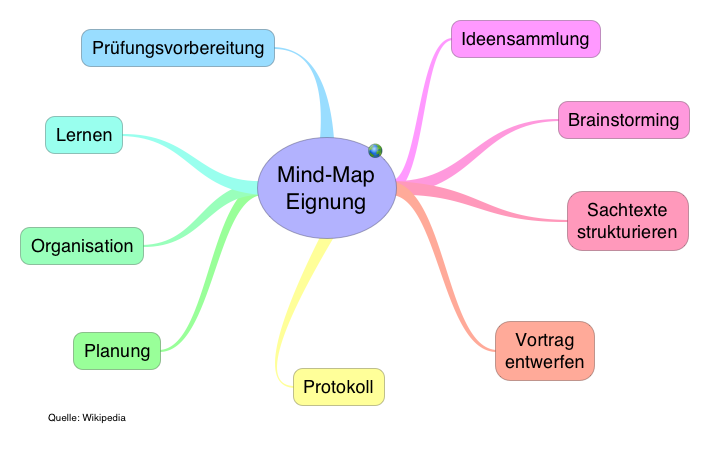
Diese Mindmap beschreibt, wozu Mindmaps geeignet sein können.

Mindmaps können für viele unterschiedliche Dinge eingesetzt werden. Man kann sie für Präsentationen, Referate und Vorträge sowie Plakate verwenden. In Bezug auf Themen gibt es keine Grenzen. Einsatzmöglichkeiten sind von der Schule über die Wirtschaft bis zur Wissenschaft zu finden.

### Ideensammlung und Brainstorming
Für Ideensammlung und Brainstorming sind Mindmaps deswegen gut zu gebrauchen, weil jedes Schlüsselwort weitere assoziieren kann. Durch diese Assoziationen lassen sich großräumige Mindmaps aufbauen.

### Sachtexte strukturieren
Um etwas unübersichtliche Sachtexte zu strukturieren, sind solche Mindmaps ebenfalls gut geeignet, weil sie so alle Oberbegriffe zu einem Thema übersichtlich zusammenfassen und bündeln, aber durch weite Verzweigung trotzdem noch ausführlich sind.

### Vortrag entwerfen
Zur Planung von Vorträgen oder Reden sind sie gut zu verwenden, weil jeder Themenbereich mit seinen Querverbindungen erfasst werden kann. Im Vortrag kann dann flexibel auf die Schlüsselbegriffe eingegangen werden, die rund um einen Themenbereich angeordnet sind, ohne dabei den roten Faden zu verlieren. Für Vorträge eignen sich ebenso sogenannte „Struktogramme“, die die Oberbegriffe untereinander anordnen und dann durch eine Linie von oben nach unten verbinden. Rechts von den Oberbegriffen werden dann die Unterpunkte angesammelt.

### Protokoll
Inhalte aus Telefongesprächen, Besprechungen, Vorträgen, Befragungen können mit einem Assoziogramm erfasst, zusammengefasst und dokumentiert werden. Zeitliche Abläufe können dabei beispielsweise im Uhrzeigersinn dargestellt werden. Auch hier unterstützt die grafische Darstellung ein nachhaltiges Erinnern.

### Planung und Organisation
Zur Planung und Organisation sind Mindmaps hilfreich, weil in ihnen alle wichtigen Bereiche übersichtlich zusammengefasst werden können. In diesem „Aufgabenzettel“ können auch später immer wieder Dinge hinzugefügt werden, ohne dass großes Durchstreichen oder Einfügen mit Klammern nötig wäre.

### Lernen, Prüfungsvorbereitung
Für die Prüfungsvorbereitung ist das Mindmapping gut geeignet, da in kreativen Schritten eine griffige Darstellung des Lernstoffes erarbeitet wird und später weiter durch systematisch wiederholte Beschäftigung mit dieser Wiedergabe der gelernte Stoff gefestigt wird. Eine solche übersichtliche Anordnung der semantischen Struktur des Wissens fördert die stabile Erinnerbarkeit über lange Zeiträume. Beim Aufbau der Mindmaps sollten einem Ast nicht mehr als sieben Unteräste zugeordnet werden. Dies fördert, dass man sich die Mindmaps während des Lernens fotografisch merkt und in der Prüfungssituation in Gedanken systematisch durchgeht. So lassen sich auch umfangreiche Informationen wie Vorlesungsskripte und Ähnliches reproduzieren.
Auch für das Lernen von Fremdsprachen, Fremdwörtern und Fachbegriffen sind Mindmaps geeignet. Die Verknüpfung von Wörtern und Begriffen mit Bildern hilft dabei, sich alles besser zu merken.

## Leistungsvorteile
Durch den „gehirngerechten“ Aufbau von Mindmaps prägen sich Sachverhalte gut ein und können leicht im Gedächtnis abgespeichert werden. Ferner bildet sich sofort die Essenz des zu Lernenden. Überflüssige Wörter, die in Sätzen häufig vorkommen, müssen nicht mitgelernt werden. Dies wird auch durch die nötige Kreativität und den Zusammenhang zwischen Wort und Bild erzielt. Mindmaps sind durch die Möglichkeit der Erstellung per Computer oder per Hand ein vielfältiges Medium und können somit optimal für Vorträge als auch für persönliche Notizen genutzt werden und der Aufwand ist in beiden Fällen dem Anspruch ihres Zwecks angepasst. Auch zur Archivierung, ob nun elektronisch oder per Hand, eignen sie sich somit hervorragend. Dadurch, dass Mindmaps leichter zu ergänzen sind als lineare Aufzeichnungen, können Strukturen verbessert werden, und Neues, was über mehrere Termine hin in die Mitschrift aufgenommen werden soll, kann besser angefügt werden, ohne große Streichungen vornehmen zu müssen.
Weil sie die Hauptidee deutlich herausstellen, können Ideen besser eingeschätzt werden, dass man „den Wald vor lauter Bäumen“ nicht mehr sieht, das passiert so also selten, denn das Wichtigste steht eindeutig näher im Zentrum, in der Mitte des Blattes, weniger Wichtiges steht mehr am Rande. Ein Vorteil gegenüber der Darstellung in einer linearen Tabellenform liegt z. B. darin, dass Verknüpfungen der Begriffe untereinander aufgezeigt werden können.

## Mängel
Kritisiert wird, dass die verschiedenen positiv hervorgehobenen Aspekte der Anwendung einer Mindmap zwar einleuchtend, aber nicht wissenschaftlich belegt seien.
Weiterhin wird entgegnet, Mindmaps seien im Wesentlichen nur ein Werkzeug für seinen Autor und nicht für den Leser, weil die gewählten Schlüsselbegriffe häufig sehr individuell und für andere nicht verständlich seien, die Strukturierung der Information oft nur für den Autor einsichtig sei und das gleiche Problem die verwendeten Symbole und Farben betreffen würde. Anders formuliert ist ein Mindmap nicht selbsterklärend, muss also für den Leser präsentiert und erklärt werden, eignet sich aber immerhin für (kommentierte) Präsentationen.
Die Beschränkung auf eine mono-hierarchische Struktur führt teilweise zu Redundanzen oder Informationsverlust, sofern komplexe Ontologien zu Taxonomien reduziert werden. Zur Umgehung der Beschränkung auf eine mono-hierarchische Baumstruktur werden Teilaspekte häufig unter mehreren Schlüsselwörtern eingeordnet und Beziehungen zwischen Schlüsselwörtern durch zusätzliche „Zweigverbindungen“ angedeutet. Mindmaps können so ihre Übersichtlichkeit schnell verlieren.
Die Ebenen – also die hierarchische Einordnung der Begriffe – sind nur in einfachen Fällen sofort einsichtig. Häufig werden in der Bearbeitungsphase Hierarchien verändert; daher ist es regelmäßig erforderlich, sich sehr lange und intensiv mit der Struktur einer Mind Map auseinanderzusetzen, um eine logische und widerspruchsfreie Mindmap zu erstellen – was allerdings unter bestimmten Aspekten durchaus einen Vorteil der Methode darstellt.
Andersgeartete Strukturierungen und Ideensammlungen sind als Werkzeuge nicht notwendigerweise schlechter geeignet als eine Mindmap. Mindmaps sind ab einer bestimmten Menge an zu transportierenden Informationen auch nicht mehr als Übersicht geeignet. Assoziative Lernmethoden lassen sich ebenso gut mit anderen Strukturierungen erreichen.

## Vergleiche von Mindmaps mit ähnlichen Strukturen

### Cognitive Maps

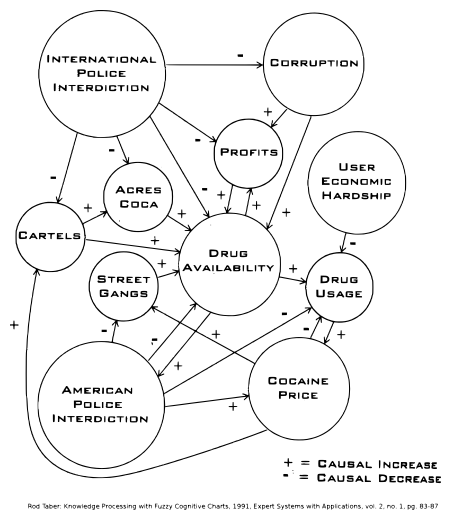
Rod Tabers Fuzzy Cognitive Map zum US-Drogenmarkt

Mindmaps haben eine Baumstruktur. Im praktisch rekursiven Denken ist die Verbindung von Konzepten jedoch nicht notwendigerweise auf eine Baumstruktur beschränkt. Alle Konzepte wirken wechselseitig aufeinander. Solche Strukturen kann man besser mit kognitiven Karten (kognitive Statusdiagramme) darstellen. Dafür werden Hasse-Diagramme verwendet oder Matrizen, mit denen Berechnungen für Simulationen möglich sind. Wenn die Berechnung aus unscharfer Logik (Fuzzy Logic) abgeleitet wird, dann handelt es sich um Fuzzy Cognitive Maps (FCMs). FCMs sind „azyklische oder zyklische kausale Prädiktorsysteme. Vom Standpunkt der strukturellen Modellierungstheorie sind FCMs unscharfe, gerichtete Graphen (Digraphen)“. Als Matrix (Beispiel: Drogenkriminalität) dargestellt, lassen sich mit FCMs die Wechselwirkungen beispielsweise zwischen den kognitiven Zuständen eines Denkprozesses oder den Faktoren eines Projektes auch berechnen. Bart Kosko weist in seinem Buch Fuzzy Thinking auf weitere gute Beispiele hin, darunter auch wieder eine Anwendung für die Politik, die elf Komponenten der Drogenkriminalität in einer FCM miteinander verknüpft und damit die Gefahr monokausaler Lösungsansätze in der Politik verdeutlicht.

### iMapping
iMaps haben, wie Mindmaps, eine hierarchische Grundstruktur. Allerdings bilden sie Hierarchien durch ihr Verschachtelungsprinzip und ihrer Zoomfunktion im iMapping-Tool flexibler ab. Im Gegensatz zur Mindmap können somit unbegrenzt viele Informationen in eine iMap aufgenommen werden. Anders als bei Mindmaps, deren Äste ausschließlich Hierarchien darstellen, können in iMaps auch Querverbindungen dargestellt werden.

### Freie Strukturierung

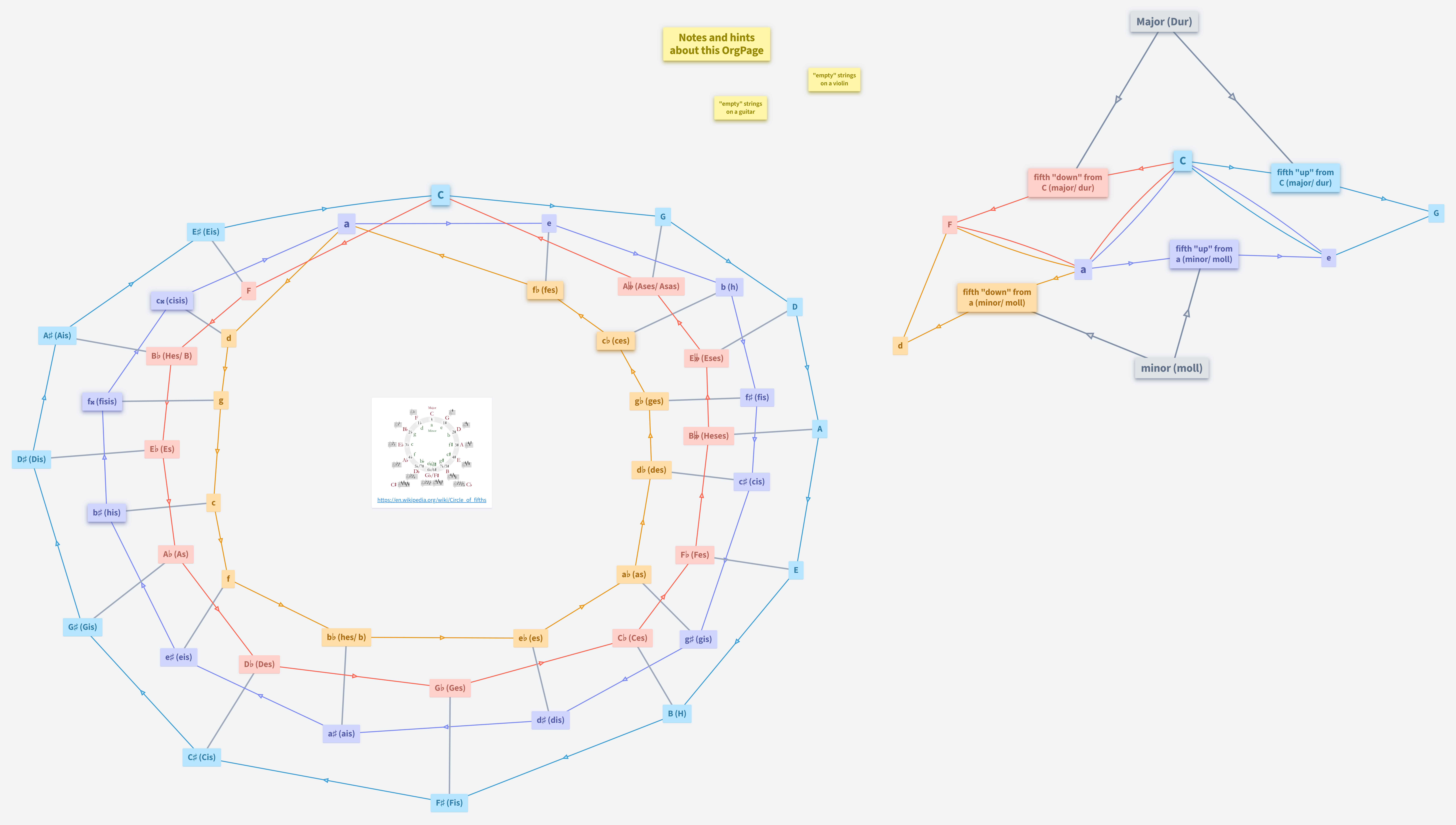
Der Quinten- bzw. Terzenzirkel als eine mögliche Anwendung der freien Strukturierung. Das Beispiel wurde mithilfe des online Werkzeugs OrgPad.com erstellt.

Freie Strukturierung erfordert keine Hierarchie, Verschachtelung oder Verbindungen. Auf der anderen Seite können gerichtete oder ungerichtete Quer- und Mehrfachverbindungen erstellt werden. Typischerweise kann eine Mindmap im Rahmen der freien Strukturierung erstellt werden, wenn dies für die Problematik aus der Sicht des Erstellers sinnvoll ist. Die Stern-Struktur bzw. Stern von Sternen-Struktur von Mindmaps kann aber verlassen werden, wenn z. B. neue Erkenntnisse erlangt werden. Oft entstehen neue Einsichten, wenn der Mittelpunkt einer Mindmap gelöscht wird und dann nach Beziehungen zwischen den ehemaligen Kind-Knoten gesucht wird. So entsteht oft eine freie (bzw. befreite) Struktur. So kann dann die „völlig freie und unverwechselbare Art, das eigene Denken festzuhalten“ entstehen.